# Bagumbayan
Bagumbayan est une localité de la province de Sultan Kudarat, aux Philippines. En 2015, elle compte 67 061 habitants.